# Killashee
Killashee (irl. Cill na Sí) – wieś w Irlandii, w prowincji Leinster, w hrabstwie Longford. Miejscowość w 2016 roku była zamieszkiwana przez 215 mieszkańców.